# 狩山俊輔
狩山 俊輔（かりやま しゅんすけ、1977年8月9日 - ）は、大阪府出身の日本の演出家・映画監督。

## 経歴
大阪府出身。倉敷芸術科学大学卒業。

## 受賞
- 第71回文化庁芸術祭賞テレビ・ドラマ部門大賞（『奇跡の人』）[4]
- 第33回ATP賞テレビグランプリドラマ部門最優秀賞（『奇跡の人』）[5]
- 第32回日本映画批評家大賞作品賞（『メタモルフォーゼの縁側』）[6]
- 第115回ザテレビジョンドラマアカデミー賞監督賞（『ブラッシュアップライフ』）[7]
- 第116回ザテレビジョンドラマアカデミー賞監督賞（『だが、情熱はある』）[8]

## 作品

### 映画
- 劇場版 仮面ライダー555 パラダイス・ロスト（2003年）- 助監督
- 映画 妖怪人間ベム（2012年）- 監督
- 青くて痛くて脆い（2020年）- 監督
- メタモルフォーゼの縁側（2022年）- 監督

### テレビドラマ
※特記のないものはすべて日本テレビ
- 仮面ライダークウガ（2000年、テレビ朝日）- 助監督
- ビッグマネー!〜浮世の沙汰は株しだい〜（2002年、フジテレビ）- 演出補
- 仮面ライダー555（2003年、テレビ朝日）- 助監督
- 野ブタ。をプロデュース（2005年）- 助監督
- マイ☆ボス　マイ☆ヒーロー（2006年）- 演出補
- セクシーボイスアンドロボ（2007年）
- ハリ系（2007年）
- 1ポンドの福音（2008年）
- 銭ゲバ（2009年）
- ザ・クイズショウ 第2シーズン（2009年）
- サムライ・ハイスクール（2009年）
- 怪物くん（2010年）
- Q10（2010年）
- 妖怪人間ベム（2011年）
- ダーティ・ママ!（2012年）
- 泣くな、はらちゃん（2013年）
- 東京バンドワゴン〜下町大家族物語（2013年）
- 金田一少年の事件簿N（2014年）
- きょうは会社休みます。（2014年）
- ど根性ガエル（2015年）
- エンジェル・ハート（2015年）
- 奇跡の人（2016年、NHK BSプレミアム）
- レンタル救世主（2016年）
- フランケンシュタインの恋（2017年）
- 今からあなたを脅迫します（2017年）
- ○○な人の末路（2018年）
- 高嶺の花（2018年）
- 生田家の朝（2018年）
- 俺のスカート、どこ行った?（2019年）
- 知らなくていいコト（2020年）
- メンズ校（2020年、テレビ東京）
- きよしこ（2021年、NHK）
- 恋です!〜ヤンキー君と白杖ガール〜（2021年）
- ムチャブリ! わたしが社長になるなんて（2022年）
- 祈りのカルテ 研修医の謎解き診察記録（2022年）
- ブラッシュアップライフ（2023年）
- だが、情熱はある（2023年）
- テレビ報道記者〜ニュースをつないだ女たち〜（2024年）
- ACMA:GAME アクマゲーム（2024年）